# Ancita setosa
Ancita setosa là một loài bọ cánh cứng trong họ Cerambycidae.